# Periophthalmus novaeguineaensis
Periophthalmus novaeguineaensis, hay Cá thòi lòi New Guinea, là một loài cá thòi lòi bản địa nước ngọt và nước lợ dọc các bờ biển Australia và Indonesia. Loài này sinh sống ở cửa sông và lạch thủy triều cũng như rừng ngập mặn và rừng cọ. Loài cá này có thể đạt chiều dài đến 8 xentimét (3,1 in) SL.